# تیم ملی فوتبال کاتالونیا
تیم ملی فوتبال کاتالونیا (به کاتالان: Selecció de futbol de Catalunya) تیم فوتبال رسمی سرزمین خودمختار کاتالونیا در اسپانیا است. در واقع تیم ملی نیست، و جزو تیم‌های ملی نیست. این سازمان توسط فدراسیون فوتبال کاتالونیا که در ۱۹۰۰ تأسیس شد اداره می‌شود.
کاتالونیا در فیفا و یوفا عضو نیست و بنابراین مجاز به شرکت در تورنمنت‌های جام جهانی فوتبال و جام ملتهای اروپا نمی‌باشد. این تیم از سال ۱۹۰۴ تاکنون نزدیک به ۲۰۰ بازی انجام داده‌است. از سال ۱۹۹۷ این تیم بازی‌های بین‌المللی را به صورت منظم آغاز نمود.
در ۳ نوامبر ۲۰۰۹، یوهان کرایف به عنوان سرمربی تیم انتخاب شد.
آنها در یک بازی دوستانه با درخشش دلفئو بازیکن سابق بارسا تیم ملی جامائیکا  را ۶صفر بردند تا پرگل ترین برد این تیم رقم بخورد

## افتخارات
- جام شاهزاده آستوریا
  - قهرمان (۵): (۱۹۱۶، ۱۹۱۷، ۱۹۲۱، ۱۹۲۴، ۱۹۲۶)
  - نایب قهرمان (۱): (۱۹۱۵)

## مربیان
- Pichi Alonso, ۱۹۹۵–۲۰۰۵
- Pere Gratacós, ۲۰۰۵–۲۰۰۹
- یوهان کرایف، ۲۰۰۹–۲۰۱۳
- جرارد لوپز، ۲۰۱۳–۲۰۱۶
- سرجیو، ۲۰۱۵_۲۰۱۸

## تاریخچه بازی‌ها
| ۲۳ دسامبر ۱۹۹۷          | کاتالونیا      | ۱–۱    | بلغارستان                     | بارسلون                                                                    |
| ۲۰:۴۵ زمان اروپای مرکزی | Dani García ۶' | Report | ۳۴' (گل‌به‌خودی) Quique Álvarez | ورزشگاه: ورزشگاه المپیک کمپانی لوییس تماشاگران: ۳۵٬۳۰۰ داور: Antoni Llonch |

| ۲۲ دسامبر ۱۹۹۸          | کاتالونیا                                                                | ۵–۰    | نیجریه | بارسلون                                                                    |
| ۲۰:۳۰ زمان اروپای مرکزی | اسکار گارسیا جونینت ۴'، ۲۹' · آلبرت سلادس ۱۸' · Tamudo ۸۲' · Barbarà ۸۷' | Report |        | ورزشگاه: ورزشگاه المپیک کمپانی لوییس تماشاگران: ۵۳٬۶۳۰ داور: Xavier Moreno |

| ۲۳ دسامبر ۱۹۹۹          | کاتالونیا               | ۱–۰    | یوگسلاوی | بارسلون                                                                    |
| ۲۰:۳۰ زمان اروپای مرکزی | اسکار گارسیا جونینت ۴۵' | Report |          | ورزشگاه: ورزشگاه المپیک کمپانی لوییس تماشاگران: ۴۳٬۷۰۰ داور: Antoni Llonch |

| ۲۲ دسامبر ۲۰۰۰          | کاتالونیا                                                                           | ۵–۰    | لیتوانی | بارسلون                                                       |
| ۲۱:۱۵ زمان اروپای مرکزی | اسکار گارسیا جونینت ۱۰'، ۸۳' · یوردی کرایف ۴۳' · جرارد لوپز ۷۱' (پنالتی) · ژاوی ۷۸' | Report |         | ورزشگاه: ورزشگاه نیوکمپ تماشاگران: ۴۷٬۰۰۰ داور: Antoni Llonch |

| ۲۸ دسامبر ۲۰۰۱          | کاتالونیا        | ۱–۰    | شیلی | بارسلون                                                      |
| ۲۱:۰۰ زمان اروپای مرکزی | لوییس گارسیا ۵۶' | Report |      | ورزشگاه: ورزشگاه نیوکمپ تماشاگران: ۶۰٬۰۰۰ داور: Jesús Téllez |

| ۱۸ مه ۲۰۰۲              | کاتالونیا                                   | ۱–۳    | برزیل                                              | بارسلون                                                      |
| ۲۱:۰۰ زمان اروپای مرکزی | لوئیس گارسیا (بازیکن فوتبال، زاده ۱۹۷۸) ۶۳' | Report | ۲۰'، ۴۴' رونالدینیو · ۷۵' ادمیلسون (بازیکن فوتبال) | ورزشگاه: ورزشگاه نیوکمپ تماشاگران: ۹۶٬۷۰۰ داور: Jesús Téllez |

| ۲۸ دسامبر ۲۰۰۲          | کاتالونیا                  | ۲–۰    | چین | بارسلون                                                       |
| ۲۱:۱۵ زمان اروپای مرکزی | Roger ۱۰' · آلبرت لوکی ۴۸' | Report |     | ورزشگاه: ورزشگاه نیوکمپ تماشاگران: ۶۳٬۴۱۶ داور: Xavier Moreno |

| ۲۸ دسامبر ۲۰۰۳          | کاتالونیا                                                                     | ۴–۲    | اکوادور                           | بارسلون                                                      |
| ۱۸:۳۰ زمان اروپای مرکزی | سرجیو گارسیا ۹'، ۱۷' · ژاوی ۲۶' · لوئیس گارسیا (بازیکن فوتبال، زاده ۱۹۷۸) ۷۶' | Report | ۲۶' Ordóñez · ۸۷' جووانی اسپینوزا | ورزشگاه: ورزشگاه نیوکمپ تماشاگران: ۶۷٬۱۰۰ داور: Jesús Téllez |

| ۲۵ مه ۲۰۰۴              | کاتالونیا                         | ۲–۵    | برزیل                                                              | بارسلون                                                       |
| ۲۱:۰۵ زمان اروپای مرکزی | جرارد لوپز ۷۵' · سرجیو گارسیا ۸۹' | Report | ۱۶'، ۳۷' رونالدو · ۵۲' ریکاردو الیویرا · ۶۳'، ۹۰+۱' ژولیو باپتیستا | ورزشگاه: ورزشگاه نیوکمپ تماشاگران: ۸۳٬۳۵۷ داور: Xavier Moreno |

| ۲۹ دسامبر ۲۰۰۴          | کاتالونیا | ۰–۳    | آرژانتین                                                  | بارسلون                                                       |
| ۲۱:۳۰ زمان اروپای مرکزی |           | Report | ۱' لیونل اسکالونی · ۵۲' ماکسی رودریگز · ۷۵' لوسیانو گالتی | ورزشگاه: ورزشگاه نیوکمپ تماشاگران: ۶۵٬۳۲۰ داور: Xavier Moreno |

| ۲۸ دسامبر ۲۰۰۵          | کاتالونیا           | ۱–۱    | پاراگوئه       | بارسلون                                                         |
| ۲۱:۳۰ زمان اروپای مرکزی | جاناتان سوریانو ۵۸' | Report | ۶۹' دانته لوپز | ورزشگاه: ورزشگاه نیوکمپ تماشاگران: ۳۳٬۰۰۰ داور: Alfonso Álvarez |

| ۲۴ مه ۲۰۰۶              | کاتالونیا           | ۲–۰    | کاستاریکا | تراسسا                                                             |
| ۲۱:۳۰ زمان اروپای مرکزی | Piti ۷' · Roger ۶۳' | Report |           | ورزشگاه: ورزشگاه المپیک تراسا تماشاگران: ۸٬۱۵۵ داور: Xavier Moreno |

| ۸ اکتبر ۲۰۰۶            | کاتالونیا                      | ۲–۲    | سرزمین باسک                            | بارسلون                                                         |
| ۱۸:۳۰ زمان اروپای مرکزی | خوان وردو ۶۷' · آلبرت لوکی ۸۴' | Report | ۱۹' آریتس آدوریتس · ۶۴' فرناندو یورنته | ورزشگاه: ورزشگاه نیوکمپ تماشاگران: ۵۶٬۳۵۳ داور: Vicente Lizondo |

| ۲۹ دسامبر ۲۰۰۷          | سرزمین باسک       | ۱–۱    | کاتالونیا       | بیلبائو                                                                    |
| ۲۰:۳۰ زمان اروپای مرکزی | آریتس آدوریتس ۶۹' | Report | ۲۹' بویان کرکیچ | ورزشگاه: ورزشگاه سن مامس (۱۹۱۳) تماشاگران: ۴۰٬۰۰۰ داور: Miguel Ángel Pérez |

| ۲۴ مه ۲۰۰۸              | کاتالونیا | ۰–۱    | آرژانتین        | بارسلون                                                         |
| ۱۹:۰۰ زمان اروپای مرکزی |           | Report | ۱۹' ازکیل لاوزی | ورزشگاه: ورزشگاه نیوکمپ تماشاگران: ۴۲٬۳۸۰ داور: Alfonso Álvarez |

| ۲۸ دسامبر ۲۰۰۸          | کاتالونیا                       | ۲–۱    | کلمبیا        | بارسلون                                                               |
| ۱۹:۰۰ زمان اروپای مرکزی | بویان کرکیچ ۱۵' · خوان وردو ۶۴' | Report | ۹۰+۲' Montero | ورزشگاه: ورزشگاه نیوکمپ تماشاگران: ۳۰٬۰۰۰ داور: آلبرتو آندیانو مالنسو |

| ۲۲ دسامبر ۲۰۰۹          | کاتالونیا                                                                                        | ۴–۲    | آرژانتین                             | بارسلون                                                         |
| ۲۰:۳۰ زمان اروپای مرکزی | سرجیو گارسیا ۴۴' · بویان کرکیچ ۵۶' · سرجیو (بازیکن فوتبال، زاده ۱۹۷۶) ۷۰' (پنالتی) · Hurtado ۷۶' | Report | ۶۳' خاویر پاستوره · ۷۲' آنخل دی‌ماریا | ورزشگاه: ورزشگاه نیوکمپ تماشاگران: ۵۳٬۰۰۰ داور: Alfonso Álvarez |

| ۲۸ دسامبر ۲۰۱۰          | کاتالونیا                                               | ۴–۰    | هندوراس | بارسلون                                                                     |
| ۱۹:۰۰ زمان اروپای مرکزی | Corominas ۲۶' · سرجیو گارسیا ۵۰' · بویان کرکیچ ۶۰'، ۷۱' | Report |         | ورزشگاه: ورزشگاه المپیک کمپانی لوییس تماشاگران: ۲۸٬۱۵۰ داور: Xavier Estrada |

| ۳۰ دسامبر ۲۰۱۱          | کاتالونیا | ۰–۰    | تونس | بارسلون                                                                      |
| ۱۹:۰۰ زمان اروپای مرکزی |           | Report |      | ورزشگاه: ورزشگاه المپیک کمپانی لوییس تماشاگران: ۳۶٬۵۴۵ داور: Alfonso Álvarez |

| ۲ ژانویه ۲۰۱۳           | کاتالونیا                                    | ۱–۱    | نیجریه         | کرنیا د یبرگات                                                   |
| ۱۹:۰۰ زمان اروپای مرکزی | سرجیو (بازیکن فوتبال، زاده ۱۹۷۶) ۳' (پنالتی) | Report | ۵۵' برایت دایک | ورزشگاه: ورزشگاه آرسی‌دی‌ئی تماشاگران: ۲۷٬۲۳۴ داور: Xavier Estrada |

| ۳۰ دسامبر ۲۰۱۳          | کاتالونیا                                           | ۴–۱    | کیپ ورد     | بارسلون                                                                      |
| ۱۹:۰۰ زمان اروپای مرکزی | سرجیو گارسیا ۱۷'، ۱۸' · بویان کرکیچ ۱۹' · Riera ۶۴' | Report | ۱۰' Djaniny | ورزشگاه: ورزشگاه المپیک کمپانی لوییس تماشاگران: ۲۰٬۷۰۰ داور: Alfonso Álvarez |

| ۲۸ دسامبر ۲۰۱۴          | سرزمین باسک      | ۱–۱    | Catalonia        | بیلبائو                                                          |
| ۲۰:۳۰ زمان اروپای مرکزی | آریتس آدوریتس ۳' | Report | سرجیو گارسیا ۴۴' | ورزشگاه: ورزشگاه سن مامس تماشاگران: ۴۰٬۰۰۰ داور: Bikandi Garrido |

| ۲۶ دسامبر ۲۰۱۵          | کاتالونیا | ۰–۱    | سرزمین باسک       | بارسلون                                                           |
| ۲۱:۳۰ زمان اروپای مرکزی |           | Report | آریتس آدوریتس ۳۹' | ورزشگاه: ورزشگاه نیوکمپ تماشاگران: ۵۱٬۲۲۴ داور: Estrada Fernández |

| ۲۸ دسامبر ۲۰۱۶                                    | کاتالونیا                                                          | ۳–۳ (۲–۴ پنالتی)                                     | تونس                | خیرونا (شهر)                                                        |
| ۲۰:۰۰ زمان اروپای مرکزی                           | جرارد مورنو (بازیکن فوتبال) ۳۵' · سرجیو گارسیا ۶۹' · خوان وردو ۷۹' |                                                      | Msakni ۹'، ۳۰'، ۶۷' | ورزشگاه: ورزشگاه مونتیلیوی تماشاگران: ۸٬۳۱۱ داور: Álvarez Izquierdo |
|                                                   | ضربات پنالتی                                                       |                                                      |                     |                                                                     |
| خوان وردو · Víctor Álvarez · آلوارو واسکز · Riera |                                                                    | فرجانی ساسی · Dhaouadi · Bguir · Azouni · صابر خلیفه |                     |                                                                     |

| Date           | Venue                                | Home Team   | Visitor                                 | Score |
| -------------- | ------------------------------------ | ----------- | --------------------------------------- | ----- |
| 24 April 1993  | ورزشگاه المپیک کمپانی لوییس، بارسلون | کاتالونیا   | The Best Foreign footballers in لا لیگا | ۴–۴   |
| ۶ ژوئن ۱۹۷۶    | ورزشگاه نیوکمپ، بارسلون              | کاتالونیا   | اتحاد جماهیر شوروی                      | ۱–۱   |
| ۲۱ فوریه ۱۹۷۱  | ورزشگاه سن مامس (۱۹۱۳), بیلبائو      | سرزمین باسک | Catalonia                               | ۱–۲   |
| ۹ اوت ۱۹۵۳     | Galileu, بارسلون                     | کاتالونیا   | اسپانیا                                 | ۰–۶   |
| ۱۹ اکتبر ۱۹۴۷  | ورزشگاه سریا، بارسلون                | Catalonia   | اسپانیا                                 | ۳–۱   |
| ۲۴ ژوئن ۱۹۳۴   | Vista Alegre, خیرونا (شهر)           | کاتالونیا   | برزیل                                   | ۲–۲   |
| ۱۷ ژوئن ۱۹۳۴   | ورزشگاه لس کورتس، بارسلون            | Catalonia   | برزیل                                   | ۲–۱   |
| ۲ فوریه ۱۹۳۴   | ورزشگاه لس کورتس، بارسلون            | کاتالونیا   | اسپانیا                                 | ۰–۲   |
| ۱ ژانویه ۱۹۳۱  | ورزشگاه سن مامس (۱۹۱۳), بیلبائو      | سرزمین باسک | کاتالونیا                               | ۳–۲   |
| ۸ ژوئن ۱۹۳۰    | Montjuïc, بارسلون                    | کاتالونیا   | سرزمین باسک                             | ۰–۱   |
| ۷ ژوئیه ۱۹۲۶   | Sparta, پراگ                         | چکسلواکی    | کاتالونیا                               | ۲–۱   |
| ۱۳ دسامبر ۱۹۲۵ | Sarrià, بارسلون                      | Catalonia   | چکسلواکی                                | ۲–۱   |
| ۱۵ ژوئن ۱۹۲۴   | Real Sociedad Hípica, Barcelona      | کاتالونیا   | سرزمین باسک                             | 1–2   |
| ۱۳ مارس ۱۹۲۴   | Les Corts, بارسلون                   | کاتالونیا   | اسپانیا                                 | ۰–۷   |
| ۴ آوریل ۱۹۲۱   | ورزشگاه اینداستریا، بارسلون          | Catalonia   | پروونس                                  | ۱–۰   |
| ۳ آوریل ۱۹۲۱   | ورزشگاه اینداستریا، بارسلون          | Catalonia   | پروونس                                  | ۴–۰   |
| ۴ ژوئن ۱۹۱۶    | ورزشگاه سن مامس (۱۹۱۳), بیلبائو      | سرزمین باسک | کاتالونیا                               | ۵–۰   |
| ۲۲ مه ۱۹۱۶     | ورزشگاه اینداستریا، بارسلون          | کاتالونیا   | سرزمین باسک                             | ۰–۰   |
| ۲۱ مه ۱۹۱۶     | ورزشگاه اینداستریا، بارسلون          | کاتالونیا   | سرزمین باسک                             | ۱–۳   |
| ۱۳ مه ۱۹۱۵     | Athletic, مادرید                     | سرزمین باسک | کاتالونیا                               | ۱–۰   |
| ۷ فوریه ۱۹۱۵   | ورزشگاه اینداستریا، بارسلون          | کاتالونیا   | سرزمین باسک                             | ۲–۲   |
| ۳ ژانویه ۱۹۱۵  | ورزشگاه سن مامس (۱۹۱۳), بیلبائو      | سرزمین باسک | کاتالونیا                               | ۶–۱   |
| ۱ دسامبر ۱۹۱۲  | ورزشگاه اینداستریا، بارسلون          | Catalonia   | فرانسه                                  | ۱–۰   |
| ۱۰ فوریه ۱۹۱۲  | Colombes, پاریس                      | فرانسه      | کاتالونیا                               | ۷–۰   |

در سال ۲۰۱۹ کاتالونیا ۲_۱ ونزوئلا را شکست داد.
درسال ۲۰۲۲ کاتالونیا ۶_۰ جامائیکا را شکست داد.

## ترکیب
فهرست مرتبط با آخرین بازی تیم در مقابل تیم ملی فوتبال تونس در ۲۸ دسامبر ۲۰۱۶.
| ش. | پست       | بازیکن                      | ت‌ت (سن)                 | بازی | گل | باشگاه                            |
| -- | --------- | --------------------------- | ----------------------- | ---- | -- | --------------------------------- |
| 1  | دروازه‌بان | ژوردی ماسیپ                 | ۳ ژانویهٔ ۱۹۸۹ ‏(۳۶ سال)  | 3    | 0  | باشگاه فوتبال رئال وایادولید      |
| 13 | دروازه‌بان | ادگارد بادیا                | ۱۲ فوریهٔ ۱۹۹۲ ‏(۳۳ سال)  | 1    | 0  | Reus                              |
|    |           |                             |                         |      |    |                                   |
| 2  | مدافع     | Víctor Álvarez              | ۱۴ مارس ۱۹۹۳ ‏(۳۲ سال)   | 4    | 0  | Arsenal Tula                      |
| 3  | مدافع     | آندرو فونتاس                | ۱۴ نوامبر ۱۹۸۹ ‏(۳۵ سال) | 4    | 0  | باشگاه فوتبال سلتاویگو            |
| 4  | مدافع     | Alberto de la Bella         | ۲ دسامبر ۱۹۸۵ ‏(۳۹ سال)  | 4    | 0  | باشگاه فوتبال رئال سوسیداد        |
| 5  | مدافع     | سرجی گومز                   | ۲۸ مارس ۱۹۹۲ ‏(۳۳ سال)   | 2    | 0  | باشگاه فوتبال سلتاویگو            |
| 6  | مدافع     | پل لیرولا                   | ۱۳ اوت ۱۹۹۷ ‏(۲۷ سال)    | 1    | 0  | باشگاه فوتبال ساسوئولو            |
| 13 | مدافع     | Gerard Valentín             | ۲۸ ژوئیهٔ ۱۹۹۳ ‏(۳۱ سال)  | 1    | 0  | باشگاه فوتبال دپورتیوو لاکرونیا   |
| 14 | مدافع     | آرون مارتین                 | ۲۲ آوریل ۱۹۹۷ ‏(۲۸ سال)  | 1    | 0  | باشگاه فوتبال اسپانیول            |
|    |           |                             |                         |      |    |                                   |
| 7  | هافبک     | ژاوی                        | ۲۵ ژانویهٔ ۱۹۸۰ ‏(۴۵ سال) | 12   | 2  | باشگاه ورزشی السد                 |
| 8  | هافبک     | خوان وردو                   | ۵ مهٔ ۱۹۸۳ ‏(۴۱ سال)      | 11   | 3  | Qingdao Huanghai                  |
| 9  | هافبک     | سرجی روبرتو                 | ۷ فوریهٔ ۱۹۹۲ ‏(۳۳ سال)   | 6    | 0  | باشگاه فوتبال بارسلونا            |
| 10 | هافبک     | Marc Crosas                 | ۹ ژانویهٔ ۱۹۸۸ ‏(۳۷ سال)  | 3    | 0  | Tampico Madero                    |
| 11 | هافبک     | Víctor Rodríguez            | ۲۳ ژوئیهٔ ۱۹۸۹ ‏(۳۵ سال)  | 2    | 0  | باشگاه فوتبال سیاتل ساندرز        |
| 12 | هافبک     | سرجی سمپر                   | ۲۰ ژانویهٔ ۱۹۹۵ ‏(۳۰ سال) | 2    | 0  | باشگاه فوتبال ویسل کوبه           |
| 13 | هافبک     | Marc Roca                   | ۲۶ نوامبر ۱۹۹۶ ‏(۲۸ سال) | 1    | 0  | باشگاه فوتبال اسپانیول            |
| 14 | هافبک     | Pere Pons                   | ۲۰ فوریهٔ ۱۹۹۳ ‏(۳۲ سال)  | 1    | 0  | باشگاه فوتبال خیرونا              |
|    |           |                             |                         |      |    |                                   |
| 15 | مهاجم     | سرجیو گارسیا                | ۹ ژوئن ۱۹۸۳ ‏(۴۱ سال)    | 14   | 9  | باشگاه فوتبال اسپانیول            |
| 16 | مهاجم     | آلوارو واسکز                | ۲۷ آوریل ۱۹۹۱ ‏(۳۴ سال)  | 6    | 0  | باشگاه خیمناستیک تاراگونا         |
| 17 | مهاجم     | جرارد مورنو (بازیکن فوتبال) | ۷ آوریل ۱۹۹۲ ‏(۳۳ سال)   | 3    | 1  | باشگاه فوتبال اسپانیول            |
| 18 | مهاجم     | Oriol Riera                 | ۳ ژوئیهٔ ۱۹۸۶ ‏(۳۸ سال)   | 2    | 1  | باشگاه فوتبال وسترن سیدنی واندررز |